# Ol'ga Mullina
Ol'ga Jur'evna Mullina (in russo Ольга Юрьевна Муллина?; Dušanbe, 1º agosto 1992) è un'astista russa.
Si è approcciata all'atletica leggera nel 2008, nel 2015 ha preso parte al suo primo evento internazionale in classificandosi quarta alle Universiadi di Gwangju. A causa dello scandalo di doping in Russia, Mullina ha gareggiato nelle maggiori competizioni internazionali, a partire dal 2017, con la squadra degli Atleti Neutrali Autorizzati.

## Palmarès
| Anno                                                | Manifestazione  | Sede       | Evento           | Risultato | Prestazione | Note |
| --------------------------------------------------- | --------------- | ---------- | ---------------- | --------- | ----------- | ---- |
| In rappresentanza della Russia                      |                 |            |                  |           |             |      |
| 2015                                                | Universiadi     | Gwangju    | Salto con l'asta | 4ª        | 4,35 m      |      |
| In rappresentanza della Atleti Neutrali Autorizzati |                 |            |                  |           |             |      |
| 2017                                                | Mondiali        | Londra     | Salto con l'asta | 8ª        | 4,55 m      |      |
| 2018                                                | Mondiali indoor | Birmingham | Salto con l'asta | 9ª        | 4,60 m      |      |
| 2018                                                | Europei         | Berlino    | Salto con l'asta | 11ª       | 4,30 m      |      |
| 2019                                                | Europei indoor  | Glasgow    | Salto con l'asta | 11ª (q)   | 4,50 m      |      |